# جهاد الحسین
جهاد الحسین (عربی: جهاد الحسين؛ زادهٔ ۳۰ ژوئیهٔ ۱۹۸۲) یک ورزشکار اهل سوریه است.
از باشگاه‌هایی که در آن بازی کرده‌است می‌توان به باشگاه ورزشی القادسیه کویت، باشگاه فوتبال الکرامه سوریه، باشگاه ورزشی الکویت، باشگاه فوتبال نجران عربستان سعودی، باشگاه ورزشی الکویت، باشگاه فوتبال دبی، باشگاه فوتبال التعاون عربستان سعودی، و تیم ملی فوتبال سوریه اشاره کرد.
وی همچنین در تیم‌های ملی فوتبال سوریه ۱۷ ژانویه ۲۰۱۱ بازی کرده است.